# 长沙市小运量有轨公共交通
长沙市小运量有轨公共交通为中华人民共和国湖南省长沙市规划建设的小运量有轨公共交通项目，目前，该项目建设规划已经获得湖南省发展改革委员会批准。

## 概况
长沙市小运量有轨公共交通线网规划包括马栏山线、梅溪湖市府线、梅溪湖高新线，以及长宁线。建设规划计划至2022年，建设马栏山线和梅溪湖高新区线，总长为18.2公里，设站23座，总投资为37.36亿元。其中，马栏山线长7.9公里，总投资为18.96亿元，设站10座，车辆段一座。梅溪湖高新区线线路全长10.3公里，设置车站13座，车辆基地1座，总投资为18.40亿元。

## 历史
- 2019年，长沙市小运量有轨公共交通线网规划发布。[2]

- 2020年，马栏山线发布勘察设计招标公告，[3]同年，梅溪湖高新线以及马栏山线建设规划获得湖南省发展改革委员会批复。同年，梅溪湖高新线社会稳定风险调查公示发布。[4]